# میکروسراتوپس
میکروسراتوپس (نام علمی: Gelinae) نام یک زیرخانواده از راسته پرده‌بالان است.